# Цезон Дуілій
Цезо́н Дуі́лій (2-а половина IV століття до н. е.) — політичний, державний та військовий діяч Римської республіки, консул 336 року до н. е.

## Життєпис
Походив з плебейської гілки роду Дуіліїв. Про його батьків немає відомостей. 
336 року до н. е. його обрано консулом разом з Луцієм Папірієм Крассом. Під час своєї каденції завоював місто Теан Сідицинум, столицю племені сідицинів. Також разом із колегою воював проти міста Калес у Кампанії, що належало аврункам. 334 року до н. е. був одним з тріумвірів, хто займався створенням римської колонії у м. Калес. Подальша доля невідома.